# FN Modell 49
Das FN Modell 49 (oder auch SAFN 49, Semi-Automatique Fabrique Nationale modèle 1949) ist ein belgisches Selbstladegewehr, das vom Unternehmen Fabrique Nationale Herstal hergestellt wurde.

## Geschichte
Der Entwurf der Waffe stammte von Dieudonné Saive, der nach dem Tod von John Moses Browning den Posten des Chefkonstrukteurs von FN übernahm. Dort plante man, die gefertigten Mehrlader vom Typ Mauser durch moderne halbautomatische Gewehre zu ersetzen. Bevor die Fertigung der Vorserie im Jahr 1939 anlaufen konnte, wurde das gesamte Vorhaben jedoch gestoppt. Mit dem deutschen Überfall auf Polen hatte die Produktion der bestehenden FN-Modelle Vorrang. 1940 fiel dann auch Belgien, Saive floh vor der Besatzung durch die Wehrmacht nach Großbritannien und nahm die Pläne mit sich. Dort vervollkommnete er seine Konstruktion und kehrte zum Kriegsende nach Herstal zurück.

## Einsatz und Technik
Bei FN begann man alsbald mit der Fertigung. Alte Repetiergewehre aus Kriegsbeständen sowie neue Exemplare aus Militärhilfebeständen waren in großen Mengen im Umlauf, doch viele Armeen außerhalb Europas begannen mit der Modernisierung ihrer Arsenale. Das SAFN erschien zwar Jahre später als geplant, konnte gleichwohl in beträchtlicher Zahl exportiert werden. FN bot eine Vielzahl von lieferbaren Kalibern:
- 8 × 57 IS: für Ägypten
- .30-06 Springfield: für Belgien, Kolumbien, Brasilien, Luxemburg
- 7 × 57 mm Mauser: für Venezuela
- 7,65 × 53 mm Mauser: für Argentinien
- 7,62 × 51 mm NATO: Umrüstung der argentinischen Modelle

Das SAFN war ein Gasdrucklader. Je nach dem Grad der Verschmutzung der Waffe konnte der Gasdruck reguliert werden; für das Verfeuern von Gewehrgranaten konnte der Gaskanal zum Verschluss auch ganz gesperrt werden. Das Kastenmagazin war nicht wechselbar, stattdessen wurde die Waffe mittels Ladestreifen oder mit einzelnen Patronen aufmunitioniert. Als in den 1950er-Jahren die Patrone 7,62 NATO als neue Standardmunition des westlichen Verteidigungsbündnisses festgelegt wurde, war das Modell an sich schon veraltet. Saive hatte jedoch auf Grundlage des SAFN und der NATO-Patrone ein Schnellfeuergewehr entworfen, das mit dem Inkrafttreten des neuen Munitionsstandards lieferbar war: das FN FAL.